# Antonio Maria Erba-Odescalchi
Antonio Maria Erba-Odescalchi (Milão, 21 de janeiro de 1712 - Roma, 28 de março de 1762) foi um cardeal do século XVIII

## Biografia
Nasceu em Milão em 21 de janeiro de 1712. De família senatorial. O mais velho dos onze filhos de Alessandro Erba, marquês de Modonico, e Apollonia Trotti. Os outros irmãos eram Luigi, Benedetto e outros oito filhos que morreram sem descendência. Ele também está listado apenas como Antonio Maria Erba; e seu sobrenome como Odescalchi Erba. Por disposição do Príncipe Livio Odescalchi, a família herdou o nome e o patrimônio da família Odescalchi. Foi recebido como em sua própria casa, na casa do duque Baldassare Erba Odescalchi, seu tio, que foi quem recebeu a herança do príncipe Lívio. Sobrinho-bisneto do Papa Inocêncio XI. Sobrinho do Cardeal Benedetto Erba-Odescalchi (1713). Tio do Cardeal Carlo Odescalchi, SJ (1823).
Estudou na Universidade de Milão, onde obteve o doutorado em utroque iure , tanto em direito canônico quanto em direito civil, em 10 de fevereiro de 1733. Foi para Roma e aprendeu o exercício do direito na Cúria Romana.
Ordenado em 22 de setembro de 1736. Entrou na prelatura romana como protonotário apostólico de numeroparticipium em 18 de agosto de 1737 (1) ; mais tarde ele se tornou reitor de seu colégio . Referendário dos Tribunais da Assinatura Apostólica da Graça e da Justiça, 12 de dezembro de 1739. Secretário do SC das Indulgências e Relíquias Sagradas em 1740; ocupou o cargo até outubro de 1754. Prelado adjunto do SC do Concílio Tridentino para o exame dos relatórios de suas dioceses apresentados pelos bispos à Santa Sé. Preceptor do arqui-hospital de S. Sprito em Sassia, Roma, outubro de 1754. Mestre de câmara de Sua Santidade, julho de 1758. Abade em comenda Ss. Pietro e Paolo, Viboldone, outubro de 1758.
Criado cardeal sacerdote no consistório de 24 de setembro de 1759; recebeu o chapéu vermelho em 27 de setembro de 1759; e o título de S. Marcello, 19 de novembro de 1759. Atribuído à SS. CC. do Santo Ofício, Concílio Tridentino, Exame dos Bispos, Disciplina dos Regulares e Indulgências e Relíquias Sagradas.
Eleito arcebispo titular de Nicéia, em 24 de setembro de 1759. Nomeado vigário geral de Sua Santidade para Roma e seu distrito em 28 de setembro de 1759, após a morte do cardeal Giovanni Antonio Guadagni, OCD, ocorrida em 15 de janeiro de 1759; o vicariato estava ocupado temporariamente desde janeiro por Ferdinando Maria de Rossi, patriarca titular de Constantinopla e vice-gerente de Roma, futuro cardeal. Consagrada em 14 de outubro de 1759, igreja de S. Tommaso, Castelgandolfo, pelo Papa Clemente XIII, auxiliado pelo Cardeal Camillo Paolucci, bispo de Frascati, e pelo Cardeal Carlo Alberto Guidobono Cavalchini, bispo de Albano. Na mesma cerimônia foi consagrado o cardeal Ludovico Valenti, bispo de Rimini. Prefeito do SC da Residência dos Bispos desde 28 de setembro até sua morte. Foi protetor da Academia Teológica; da congregação doBenefratelli; da Ordem dos Escolápios; dos Eremitas da Porta Angélica; do Seminário Romano Jesuíta; do Colégio Somaschan Nazareno; da Arquiconfraria da Doutrina Cristã; do mosteiro delle Scalette ; do conservatório de S. Pasquale; della Assunta ; dos Mendicantes; de S. Maria del Refugio em S. Onofrio; da Arquiconfraria dos Estigmas; de S. Lourenço em Lucina; da SS. Coração de Jesus; da SS. Sacramento em S. Niocla em Arcione; de Gesú e Maria; e da Universidade de' Cappellari. Comendador do Arquihospital de S. Spirito in Sassia, Roma.
Morreu em Roma em 28 de março de 1762, de uma dor súbita e violenta no baixo ventre, depois de receber os sacramentos da Igreja, sem poder fazer testamento, em Roma. Exposto em seu título, S. Marcello, local onde ocorreu o funeral; na noite de 31 de março, o corpo foi transferido para a basílica de Ss. XII Apostoli, dos Frades Menores Conventuais; e sepultado no túmulo da família Odescalchi, dedicado a S. Antonio di Padova, naquela basílica, sem qualquer memória externa.